# آناستازیا پوتاپووا
آناستازیا سرگئیونا پوتاپووا (زاده ۳۰ مارس ۲۰۰۱) یک تنیس باز حرفه ای روسی است. او دارای رنکینگ حرفه ای انفرادی در رتبه بیست و یکم جهان توسط دبلیو تی ای می باشد که در تاریخ ۱۹ ژوئن ۲۰۲۳ کسب گردید، و بعد از آن یک رنکینگ دونفره شماره ۴۰ جهان که در تاریخ ۵ دسامبر ۲۰۲۲ کسب شد. پوتاپووا شماره ۱ نوجوانان سابق جهان و همچنین قهرمان مسابقات انفرادی قهرمانی ویمبلدون دختران در سال ۲۰۱۶ می باشد.

## حرفه

### نوجوانان

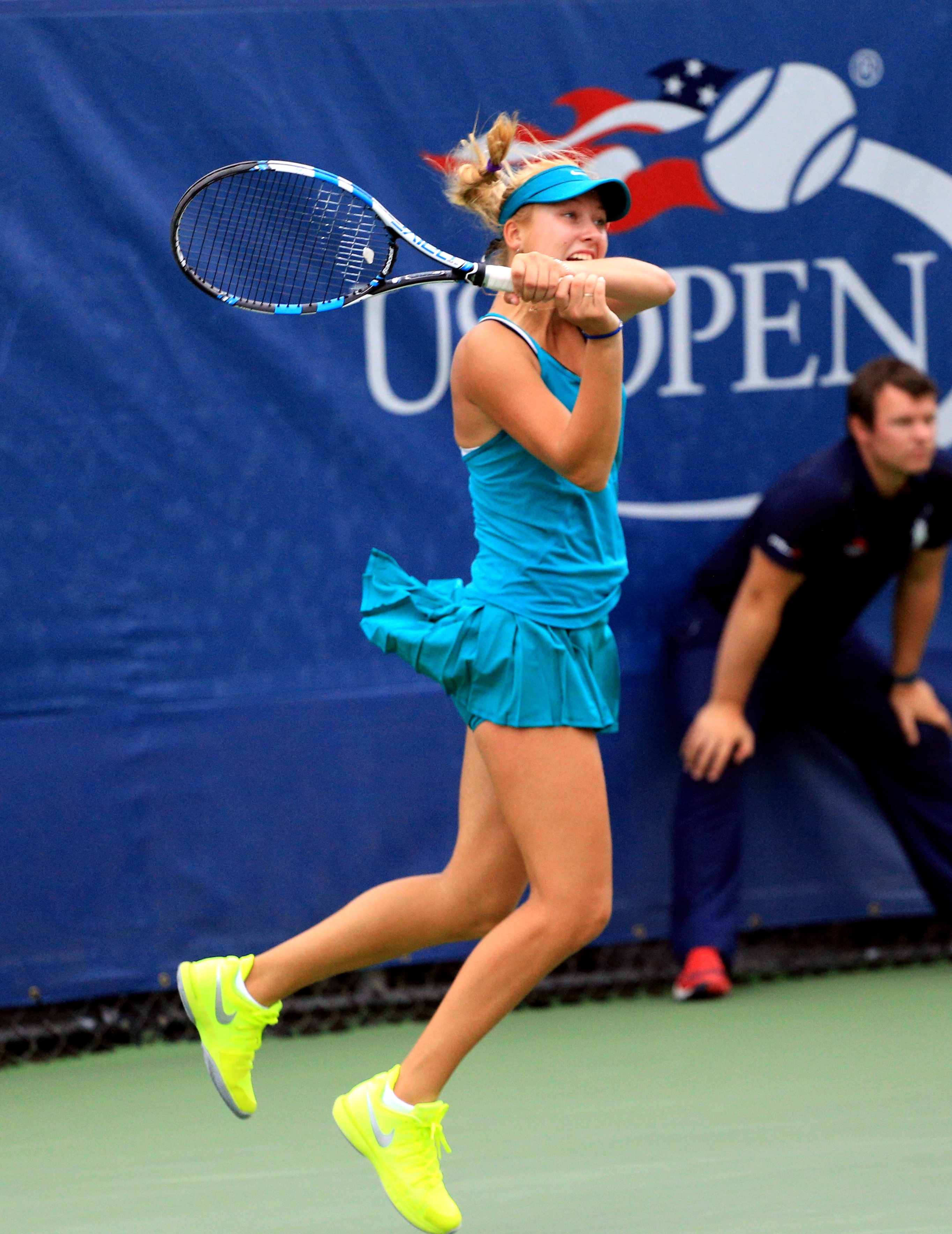
پوتاپووا در مسابقات نوجوانان آزاد ایالات متحده در سال ۲۰۱۵

در تور نوجوانان، پوتاپووا دارای رتبه نخست حرفه ای در رده سنی نوجوانان می باشد، که در آن نیز هم درماه جولای ۲۰۱۶ کسب نمود. بعد از آن او در تور نوجوانان موفقیت گسترده ای همچون در نیمه نهایی در آزاد فرانسه ۲۰۱۶ ، یک چهارم نهایی در اوپن استرالیا ۲۰۱۶ و همچنین در مسابقات قهرمانی ویمبلدون ۲۰۱۵ و فینال های دونفره در اوپن آمریکا ۲۰۱۵ و آزاد فرانسه ۲۰۱۶ داشته است. بعدها پوتاپووا با مغلوب نمودن دایانا یاسترمسکا در فینال، جایگاه نخست قهرمانی دختران ویمبلدون ۲۰۱۶ را کسب می کند. بعد از آن ۲ امتیاز از ۷ امتیاز مسابقه در ست نهایی با چالش‌ها لغو می شود. بعدها این جایگاه، پوتاپووا را نوجوان شماره یک جهان تبدیل نمود.